# باد اسب است
باد اسب است عنوان نمایشنامه‌ای نوشته محمد چرمشیر است که در سال توسط انتشارات صنوبر چاپ شده‌است. باد اسب است، روایتی از لایه‌های زیرین ستمدیدگان اندرونی‌ها و حرمسراهای پادشاهی قاجار است که در قالب داستانی کوتاه ولی شایسته توجه ارائه می‌شود.
این نمایش بارها در سالن‌های تئاتر شهرهای مختلف به اجرا رفته‌است.

## داستان
داستان با مقدمه‌چینی مرجان برای متقاعدکردن محمدحسین برای انتقام از پادشاه که مانع وصل این عاشق و معشوق بوده‌است، آغاز می‌شود. دختر، در باب توسل و توکل به قدرت خدا و لازمه حرکت انسان به امید او، می‌گوید: «آن که انتخاب نمی‌کند، خداوند مرده‌اش می‌پندارد. تیر را تو از چله می‌رهانی و خدا بر هدف می‌نشاند». او برای دلخوشی بیشتر مرد جوان، کیسه‌ای پول نیز در کنار چاقو به او پیشکش می‌کند و توصیه‌های زیادی در مجاب کردن این عاشق دلباخته برای انجام قتل شاه، ضمیمه کارش می‌کند. مرجان زخم‌خورده‌ای است که دنیا را ساخته و پرداخته بر ستون‌های زور و فریب و ستم می‌داند. او می‌گوید: «دنیا این است. یا فریب می‌دهی، یا فریبت می‌دهند». وجود سیاهپوش زن در صحنه اول نمایش، به نشانه اهریمن درون مرجان و حضورش در بین مرجان و محمدحسین، اگرچه قابل درک است اما به‌نظر می‌رسد که کاربرد رویدادی چندانی در این داستان رئالیستی ندارد. در جایی از داستان، مرجان، انار را در دستان خود می‌شکند و خرد می‌کند تا نمادی از شکستن و کشته شدن عشق درونش را به مخاطب نمایش دهد.